# Maksim Purkajew
Maksim Aleksiejewicz Purkajew, ros. Максим Алексеевич Пуркаев (ur. 14 sierpnia?/26 sierpnia 1894 w Nalitowie (obecnie Purkajewo) w Mordowii, zm. 1 stycznia 1953 w Moskwie) – radziecki wojskowy, generał armii.

## Życiorys
W 1915 został powołany do wojska. W 1916 ukończył szkołę chorążych. Był członkiem WKP(b) od 1919. Brał udział w I wojnie światowej na Froncie Zachodnim.
W RChACz służył od 1918. Brał udział w wojnie domowej w Rosji, walczył nа froncie zachodnim, południowym i zachodnim. Był dowódcą kompanii, batalionu, pułku. Ukończył kursy „Wystrieł” w 1923, kursy doszkalające wyższego personelu dowódczego w 1930 i Akademię Wojskową im. Michaiła Frunzego w 1936. W latach 1923–1936 był dowódcą pułku, zastępcą szefa i szefem sztabu dywizji, od 1936 był dowódcą dywizji piechoty, od lutego 1938 był szefem sztabu Białoruskiego Okręgu Wojskowego. Od sierpnia 1939 był attaché wojskowy ZSRR w Niemczech.
Brał udział w agresji ZSRR na Polskę i aneksji wschodnich terenów II RP, tzw. Zachodniej Białorusi. Od lipca 1940 był szefem sztabu Kijowskiego Specjalnego Okręgu Wojskowego.
W czasie ataku Niemiec na ZSRR do 8 lipca 1941 był szefem sztabu Frontu Południowo-Zachodniego, od listopada 1941 dowodził 60 Armią (od końca grudnia 1941 – 3 Armia Uderzeniowa), brał udział w bitwie pod Moskwą i operacji toropiecko-chołmskiej, gdzie działał na kierunku głównego uderzenia, kierował przeprowadzeniem operacji wielkołukskiej. Od sierpnia 1942 był dowódcą Frontu Kalinińskiego. Brał udział w operacji rżewsko-syczowskiej.
Od 25 kwietnia 1943 był dowódcą Frontu Dalekowschodniego (od 5 sierpnia 1945 – 2 Frontu Dalekowschodniego), uczestniczył w likwidacji armii japońskiej w Mandżurii, а także w zajęciu Południowego Sachalina i Wysp Kurylskich. W latach 1945–1947 dowodził Dalekowschodnim Okręgiem Wojskowym. Od czerwca 1947 był szefem sztabu i pierwszym zastępcą głównodowodzącego wojskami Dalekiego Wschodu. Deputowany do Rady Najwyższej ZSRR 2 kadencji.
Od lipca 1952 był szefem Zarządu Szkolnictwa Wyższego Ministerstwa Obrony ZSRR.
W 2002 został umieszczony przez rosyjską komisję historyczno-wojskową na liście najwybitniejszych działaczy i dowódców wojskowych II wojny światowej.

## Awanse
- komkor – 9 lutego 1939;
- gen. por. – Uchwała Rady Komisarzy Ludowych nr 945 z 4 czerwca 1940;
- gen. płk – Uchwała Rady Komisarzy Ludowych nr	1849 z 18 listopada 1942;
- gen. armii – Uchwała Rady Komisarzy Ludowych nr 1493 z 26 października 1944.

## Ordery i odznaczenia
- Order Lenina (dwukrotnie)
- Order Czerwonego Sztandaru (czterokrotnie)
- Order Suworowa I klasy
- Order Kutuzowa I klasy

oraz inne odznaczenia